# 레드 후드

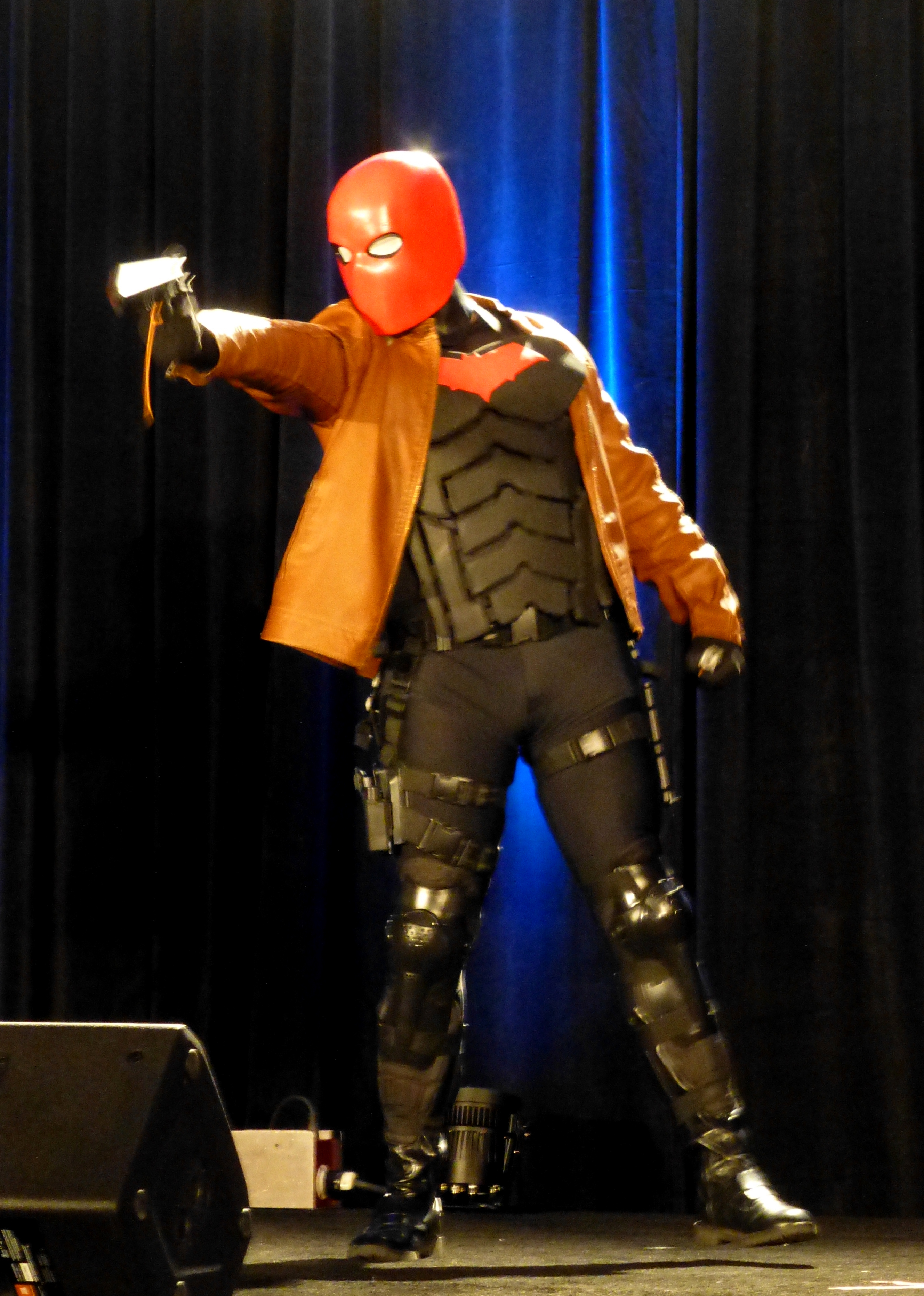

레드 후드(Red Hood)는 DC 코믹스에서 출판하는 코믹스의 여러 등장인물들이 사용하는 별칭이다. 레드 후드는 1951년 스토리라인 "빨간 후드의 사나이!"에서 처음 사용되었는데, 이는 조커의 초기 오리진 스토리이다. 빨간 돔 모양의 후드를 쓴 이름 없는 범죄자가 배트맨과 우연히 마주치고 도망치다가 화학 물질에 빠진 영향으로 기형이 되어 미치고 미래의 조커로서의 면모가 탄생하는 것이 줄거리이다.
50년 후, 레드 후드는 2004년부터 2006년까지 《배트맨: 언더 더 레드 후드》 스토리 아크에서 다시 사용되었다. 배트맨과 싸우는 파트너인 2대 로빈이었지만 조커에게 살해당한 제이슨 토드는 다시 살아나 그를 죽인 살인마가 이전에 쓰던 가명을 사용하여 폭력적인 자경단원이 되었다. 2011년, DC 유니버스의 "리부트"에 뒤이은 스토리라인 뉴 52에는 레드 후드 갱이라는 범죄 조직이 등장했다. 제이슨 토드는 복귀한 이후로 현재까지 DC 코믹스 연속성에서 레드 후드로 등장한다.
텔레비전 쇼, 사이드 코믹스 등에서 사용되는 대체 연속성은 모든 조커, 제이슨 토드, 갱의 변형된 버전을 등장시켰다.

## 참고 문헌
1. ↑  Greenberger, Robert (2008). 《The Essential Batman Encyclopedia》. Del Rey. 309–310쪽. ISBN 9780345501066.